# Frente a Palacio
Frente a Palacio es el tercer sencillo del grupo español Los Pekenikes y también el último en extraerse de su primer álbum, Los Pekenikes (1966). Es un bello tema estructurado en dos momentos que se alternan. Uno protagonizado bucólicamente por la armónica y el órgano eléctrico de Ignacio Martín Sequeiros y en contraste, más contundentemente, la trompeta.
La cara B la ocupa Trapos viejos.

## Miembros
- Alfonso Sainz - Guitarra española.
- Lucas Sainz - Guitarra española.
- Ignacio Martín Sequeiros - Bajo eléctrico, armónica, órgano eléctrico.
- Jorge Matey Batería.
- Tony Luz - Guitarra eléctrica.
- Trompeta (con y sin sordina): no acreditado.